# Friedrich Brüggemann
Friedrich Brüggemann (Bremen in de Duitse Bond, 1850 - Londen in Groot-Brittannië, 1878) was een veelzijdige Duitse dierkundige die zowel aan gewervelde dieren als aan insecten en neteldieren werkte.
Friedrich Brüggemann was assistentconservator aan het zoölogisch instituut in Jena. Later werkte hij aan de collectie koralen van  het Natural History Museum in  Londen. Hij stierf op 28-jarige leeftijd aan een longbloeding.

## Publicaties
- 1873 Systematisches Verzeichniss der bisher in der Gegend von Bremen gefundenen Käferarten. Abhandl. Naturw. Ver. Bremen, 3: 441-524.
- 1876 Beiträge zur Ornithologie von Celebes und Sangir Abhandlungen des Naturwissenschaftlichen Vereins zu Bremen.
- 1877  Über eine Vogelsammlung von Südost-Borneo Abhandlungen des Naturwissenschaftlichen Vereins zu Bremen.
- 1877  Nachträgliche Notizen zur Ornithologie von Celebes Abhandlungen des Naturwissenschaftlichen Vereins zu Bremen.
- 1877. Notes on Stony Corals in the Collection of the British Museum. Annals and Magazine of Natural History. Ser. 4, Vol. xix. pp. 415 422.
- 1878 Weitere Mitteilungen über die Ornithologie von Zentral-Borneo Abhandlungen des Naturwissenschaftlichen Vereins zu Bremen.
- 1879 Corals. An account of the petrological, botanical, and zoological collections made in Kerguelen's Land and Rodriguez during the Transit of Venus expeditions, carried out by order of Her Majesty's government in the years 1874-75. Phil Trans R Soc Lond 168: 569-579.